# Holnap Tali!
A Holnap Tali! 2016 és 2018 között vetített magyar ifjúsági sorozat, amit Radnai Márk, Kovács Ádám, Ipacs Gergely, Szente Vajk, Derék Bence és Bánovits Ottó rendezett. A főbb szerepekben Derék Bence, Kirády Marcell, Pavletits Béla, Dobai Attila Ludas Alex és Bánovits Vivianne látható.
Az M2 Petőfi TV 2016. november 28-án mutatta be.
A sorozathoz készült egy kapcsolódó film A Holnap tali – A premier és egy musical is a SunCity, ami a Pesti Színházban volt látható.

## Ismertető
A sorozat Budapesten és a képzeletbeli budapesti Petőfi Gimnáziumban játszódik, ráfókuszálva a 11. osztályból elballagott diákokra, és az új 11. osztályba járó diákokra, akik az elballagott diákokkal együtt a sorozat főszereplői. A cselekmény tele van szerelemmel, izgalmakkal, versengésekkel, ármánykodással és mai tinédzser problémákat is bemutat

## Szereplők

### Főszereplők
| Színész                                            | Évad     | Karakter             |
| -------------------------------------------------- | -------- | -------------------- |
| Derék Bence                                        | 1–6      | Bedő Soma            |
| Dobai Attila                                       | 1–6      | Gaál Csaba           |
| Pavletits Béla                                     | 1–6      | Demeter Tibor (Döme) |
| Kirády Marcell                                     | 1–6      | Heltai Miklós        |
| Bánovits Vivianne                                  | 1–6      | Herczegh Lilla       |
| Csanádi Olivér                                     | 1–2, 4–6 | Eszterházi Bálint    |
| Tóth Zsuzsa                                        | 3–6      | Gyarmati Henrietta   |
| Kovács Gyopár                                      | 4–6      | Hornok Rozi          |
| Szőke Olivér                                       | 5–6      | Dani                 |
| Juhász Levente                                     | 5–6      | Zalán                |
| Marics Peti                                        | 6        | Márk                 |
| Kucskár Kamilla                                    | 6        | Zoé                  |
| Kiss Anna Laura (1–4. évad) Tóth Andi (5. évad)    | 1–5      | Lara                 |
| Stoics Alexandra (1–4. évad) Kováts Vera (5. évad) | 1–5      | Csillik Míra         |
| Benji                                              | 2–5      | Huy                  |
| Patocska Olivér                                    | 3–5      | Tolnai Kristóf       |
| Fábián Szabolcs                                    | 5        | Don                  |
| Pető Zsófia                                        | 1–4      | Krasznai Bori        |
| Ludas Alex                                         | 1–2, 4   | Heltai Gergő         |

### Mellékszereplők
| Színész                      | Évad     | Karakter                            |
| ---------------------------- | -------- | ----------------------------------- |
| Molnár Piroska               | 1–6      | Igazgatónő                          |
| Soltész Erzsébet             | 1–6      | Csabi anyja                         |
| Szabó Erika                  | 2–6      | Vass Dalma, a pszichológus          |
| Szabó Győző                  | 1–2, 5–6 | önmaga                              |
| Létay Dóra                   | 2, 4–6   | Andorné Éva tanárnő                 |
| Csonka András                | 3–6      | Bedő Elek                           |
| Kovács Zsuzsanna             | 3–6      | Soma anyja                          |
| Orth Péter                   | 3–6      | Tölgyesi Richárd                    |
| Gillich Koppány              | 3–6      | Varga Botond                        |
| Erdélyi Tímea                | 4–6      | Ambrus Flóra tanárnő                |
| Varga Gabriella              | 4–6      | Szilai Edina tanárnő                |
| Erbszt Dávid                 | 4–6      | Erik                                |
| Szatmári Attila              | 5–6      | Tombor László                       |
| Kulcs Dávid                  | 5–6      | Milán                               |
| Kovács Balázs                | 5–6      | Anti                                |
| Tóth Norbert                 | 5–6      | Kolos                               |
| Trecskó Zsófia               | 5–6      | Eszter                              |
| Váradi Miklós                | 6        | Levi                                |
| Kovács Harmat                | 6        | Fruzsi                              |
| Nagy Bogi                    | 6        | Jázmin                              |
| Baranyi Dorka                | 6        | Kitti                               |
| Hegyi Júlia                  | 6        | Erzsike                             |
| Jenes Kitti                  | 6        | Erzsike                             |
| Johnny K. Palmer             | 1–5      | Mr. Turner                          |
| Bede-Fazekas Annamária       | 1–4      | Lara anyja                          |
| Vasvári Judit                | 1–4      | Bori anyja                          |
| Somlyai Luca                 | 1–3      | Melitta                             |
| Himpli Lénárd                | 1–2, 4   | Szentesi Áron                       |
| Nagyistókné-Börcsök Viktória | 1, 3–4   | Szurmay Bernadett                   |
| Trokán Nóra                  | 1, 3     | Leventei Kata tanárnő               |
| Gosztonyi Csaba              | 2–5      | Heltai Gerzsony, Miki és Gergő apja |
| Gados Béla                   | 2–3, 5   | Csabi apja                          |
| Tóth Sándor                  | 2–4      | Lara apja                           |
| Kardos Róbert                | 2–4      | Bori apja                           |
| Pál Dániel Máté              | 2–3      | Boros Dániel                        |
| Simon Mátyás                 | 2–3      | Rákóczi Tamás                       |
| Kanalas Dániel               | 2–3      | Almássy Róbert                      |
| Radnai Márk                  | 2        | Krisztián                           |
| Ilyés Jennifer               | 3–4      | Krisztina                           |
| Vajai Flóra                  | 3–4      | S. Varga Anna                       |
| Bakos Bogi                   | 3        | Garai Anna                          |
| Farkas Nóra                  | 4–5      | Réka                                |
| Pál Tibor                    | 4        | Szentmihályi Ede                    |

### További szereplők
- Ádám Róbert – tanár
- Ács Petra – Gitta
- Amon Adilov – Patrik
- Andai Katalin – Lara nagymamája
- Antal Gábor – eladó
- Bakó Krisztián – pincérjelölt srác
- Balázs Krisztián – kísérő
- Balázs Zoltánné – takarítónő
- Bán Bálint – Josh
- Baranyai Sándor – KRESZ oktató
- Barát Attila – BigCsabi
- Beale Emma – lány
- Bencsik Tamás – kidobó
- Berencsei Tünde – Angéla
- Bodnár Dániel – pincér
- Bodó Károly – iskolaorvos
- Bódog Krisztián – takarító
- Bokor Júlia – pláza cica
- Bokor Zsuzsanna – sofőr
- Bornemissza Ágnes – pincérnő
- Borbély Márta – tanár
- Boronkai Eszter – Eladólány
- Bottka Eszter Anita – takarítónő
- Bucsúházy György – virágárus
- Burján Fanni – lány
- Bús Léna Sára – lány
- Czakó Alexandra – fitnes edző
- Csapka Viktória – Andi
- Császár Szofy – recepciós
- Csemez Laura – lány
- Cservenák Erzsébet – Bori nagymamája
- Csík Csongor – férfi
- Csikász Ágnes – szomszéd lány
- Csillag Krisztián – tizedikes
- Csorba Máté – ápoló
- Csősz Zsófia – Dark lány
- Csúcs Olívia – pincérnő
- Dákai Tünde – Áron anyukája
- Damu Ádám – Dávid
- Dankovics Noémi – szerkesztő
- Dombrádi Alina – lány
- Domán Lily – Luca
- Eisler Gábor – Savas
- Elyazgi Dénes – irodista
- Ember Léna – Miki osztálytársa
- Emődi Balázs – irodista
- Endrédi János – bringaboltos
- Engelbrecht Dominika – Zsófi
- Fodor Barbara – lány
- Fortyék Bianka – recepciós
- Földvári Lilla – sminkes
- Frei Tamás – tábori felügyelő
- Füzesi Tamás – idegen
- Gecsei Gergely – srác
- Gaman Kiss Zita – újságíró lány
- Gellér Dávid – doktor
- Gera Marina – lány
- Gerencsei Károly – portás
- Gery Riba – Jani
- Góg Tamás – Geeg srác
- Gulyás Balázs – rádiós
- Havasi Péter – Peti
- Heltai Sára – pultos
- Herpai András – tárlatvezető
- Horváth Fanni – lány
- Horváth József István – Dr. Kovács Milán
- Hubay Máté – tolvaj
- Illés Kincső Boriska – lány
- Jáger Szabolcs – nyomozó
- Jandas László – Árpi
- Juhász Ádám – gördeszkás
- Juhász Csaba – sofőr
- Juhász Tibor – tizedikes
- Kádár Réka – takarítónő
- Kádár Szabolcs János – operatőr
- Kálmán Zalán – Melitta bátyja
- Kardos Kíra – Éva
- Kergyó Zsolt – karatemester
- Kelemen Ákos – Peti
- Kerkuska Gábor – Andris
- Kézsmárki Barbara – Mrs. Walther
- Kirády Levente – zaklató
- Király Adrián – Kis Ati
- Király Róbert – Sándor
- Kiss Vivien – lány
- Kisteleki Márton – gyalogos
- Korcsmáros András – rendőr
- Kornis Anna – Nóri
- Kós Mátyás – új pasi
- Kosynus Tamás – járókelő / érdeklödő
- Koszó Attila – rendőr
- Kozma Hanna – újságíró lány / Hanna
- Kovács Ádám – elkapott srác
- Kovács Balázs Olivér – Zolika
- Kovács Dominik – férfi
- Kovács Petra – vörös hajú lány
- Kovács Vanessza – Anita
- Kőrösi Csaba – Oszi
- Kőszegi Judit – titkárnő
- Kővári Sándor – testnevelő tanár
- Köves Dóra – büfés
- Krausz Gábor – Márió
- Kun Attila – szállító
- Lakatos Lúcia – Petra
- László G. Attila – táborvezető
- Lavoie Benjámin – Misi
- Lazók Mátyás – tolvaj
- Lenzsér Olivér – Ken / VlogOli
- Lola – önmaga
- Lucas Togay – Ákos
- Magyar Jázmin Őzike – lány
- Magyar Tamás – futó srác
- Málics Gábor – kémia tanár
- Marlok Gábor – gördeszkás
- Márkus Renáta – lány
- Máté Tímea – pultos
- Mészáros Kristóf – statiszta
- Mészáros Márton – büfés
- Michaletzky Luca – autós lány
- Miklós Csaba – srác
- Molnár Anikó – Noémi
- Molnár Lajos – férfi
- Nágel Ferenc – kölcsönzős srác
- Nagy Juli – Juli
- Nagy Nikolett – matek tanár
- Novák Eszter – pincérlány
- Oláh Béla – büfés
- Oláh Ivett Antónia – fotós lány
- Orsós Laura – rendőrnő
- Pálfi Gergely – futó srác
- Pálfi László – idős bácsi
- Papp Attila – Hetényi Zsombor
- Peás Anasztázia – nő
- Pénzes Sámuel – Bazsi
- Pethes Patricia – lány
- Pethes Vivien – lány
- Petri Viktor – srác
- Pintér-Nagy Réka – eladó
- Plaszkó Lili – Fanfices lány
- Polai Kristóf – autós
- Pozsgai Zoltán Péter – testnevelő tanár
- Rábavölgyi Tamás – srác
- Reichl Tamara – lány
- Reiner Tamás – ápoló
- Riba Gergely – portás
- Rieger Richárd – ápoló
- Rókusfalvy Lili – önmaga
- Rozsnyai Károly – Popovics
- Savanyu Gergely – nyomozó
- Sebestyén Bernát – Zsombor
- Sebestyén István – rendőrtiszt
- Sebestyén Jakab – üzletvezető
- Sipos Bence – irodista
- Sipos Dávid Günther – önmaga
- Sumi Boróka Réka – Zoé
- Szabó J. Viktor – srác
- Szabó Kálmánné – néni
- Szabó L. Gabriella – lány
- Szaniszló László – Botond
- Szécsi Veronika – takarító
- Szelle Szilárd – színész
- Szelindi Miklós – szerelő
- Szendrey Gitta – lány barát
- Szilveszter János – dublőr
- Szűcs Sándor – Garai Dezső
- Taba Dorottya Lucia – új lány
- Takács Ágnes – matek tanár
- Takács Krisztián – takarító
- Takács Paulina – takarítónő
- Tallós Andrea – Míra anyukája
- Terdik Lilla – cicás lány
- Terdik Sára – lány
- Toll Tibor – férfi
- Tóthné Bakos Erzsébet – néni
- Túri Péter – Dávid
- Tusnádi Márton – nyomozó
- Uhrinne Gabi – vevő
- Ujvári Mátyás – Bendi
- Urlich Gergely – tolvaj
- Vajda Péter Pál – furcsa alak
- Váradi Vivien – Réka
- Varga Noa Emillia – Fanni
- Varsányi Szabolcs – Andris
- Vass Antónia – eladólány
- Vecsei László – Lóri
- Végh Benjamin – Benji
- Vincze Mátyás – járókelő
- Virga Tímea – eladólány
- Volosinovszki György – fiú
- Zalán Luca – Evelin
- Zalán Zina – Eszter
- Zeller Ildikó – Erzsike néni
- Zubor Valéria – kutyás hölgy
- Zsédenyi Adrienn – önmaga

## Epizódok
| Évad | Évad                                     | Epizódok | Eredeti sugárzás    | Eredeti sugárzás    |
| Évad | Évad                                     | Epizódok | Évadpremier         | Évadfinálé          |
| ---- | ---------------------------------------- | -------- | ------------------- | ------------------- |
|      | 1                                        | 60       | 2016. november 18.  | 2017. február 24.   |
|      | 2                                        | 60       | 2017. március 13.   | 2017. június 9.     |
|      | 3.                                       | 40       | 2017. július 3.     | 2017. augusztus 25. |
|      | 4.                                       | 80       | 2017. szeptember 4. | 2017. december 29.  |
|      | 5.                                       | 12       | 2018. március 23.   | 2018. június 8.     |
|      | 6.                                       | 12       | 2018. augusztus 31. | 2018. november 16.  |
|      | Miniepizódok 1. évad: Napi tali!         | 48       | 2018. március 19.   | 2018. június 7.     |
|      | Miniepizódok 2. évad: Holnap tali extra! | 34       | 2018. szeptember 3. | 2018. november 22.  |

## Musical
2017. november 17-én a Pesti Magyar Színházban Szente Vajk rendezésében bemutatták a SunCity – a Holnap Tali! musicalt.

## Kritikák
A Magyar Nemzet cikke szerint a sorozat stílusa és nyelvezete nem korszerű és életszerű.